# Dolores del Río
Dolores Asúnsolo y López Negrete de Martínez del Río (Durango, 3 augustus 1904 – Newport Beach, 11 april 1983) was een Mexicaans-Amerikaans actrice.
Dolores del Río werd geboren in een voorname Mexicaanse familie. Een van haar neven was de acteur Ramón Novarro. Ze volgde ballet aan het conservatorium van Mexico en trok in 1925 naar Hollywood. Ze brak door met haar rol in de film What Price Glory? (1926) van Raoul Walsh. Ze werd dat jaar ook verkozen als een van de WAMPAS Baby Stars. Vanwege haar accent weigerde ze tot 1930 te acteren in geluidsfilms. Uiteindelijk bleef ze tot 1942 werkzaam in Hollywood. Toen keerde ze terug naar haar geboorteland en draaide nog 25 jaar mee in de Mexicaanse filmindustrie. Een van haar weinige latere Amerikaanse rollen speelde ze in Flaming Star (1960) van Don Siegel, alsmede in The Children of Sanchez (1978) van Hall Bartlett. 

## Filmografie (selectie)
- 1925: Joanna
- 1926: High Steppers
- 1926: Pals First
- 1926: What Price Glory?
- 1927: Resurrection
- 1927: Carmen
- 1927: No Other Woman
- 1928: The Trail of '98
- 1928: The Red Dance
- 1928: Ramona
- 1929: Revenge
- 1929: Evangeline
- 1930: The Bad One
- 1932: Bird of Paradise
- 1933: Flying Down to Rio
- 1934: Wonder Bar
- 1934: Madame Du Barry
- 1935: In Caliente
- 1935: I Live for Love
- 1936: Accused
- 1937: The Devil's Playground
- 1938: International Settlement
- 1943: Flor silvestre
- 1943: Journey into Fear
- 1944: María Candelaria
- 1944: Las abandonadas
- 1945: La selva de fuego
- 1947: The Fugitive
- 1960: La Cucaracha
- 1960: Flaming Star
- 1964: Cheyenne Autumn
- 1967: C'era una volta...
- 1978: The Children of Sanchez